# 圣基茨和尼维斯护照
圣基茨和尼维斯护照（英語：Saint Kitts and Nevis passport）是圣基茨和尼维斯政府签发给其公民用于国外旅行的证件。自签发之日起，有效期通常为10年。自2012年1月5日向新申请人签发的均为加勒比共同体圣基茨和尼维斯电子护照。

## 投资移民项目
1984年起，圣基茨和尼维斯开始了为投资移民发放护照。在2015年时，仅需15万美元就可以为一个四口之家获得圣基茨和尼维斯护照，可以免签通往132个国家，并且没有居留甚至到访圣基茨和尼维斯的要求，收入和资本收益也都免税。
2014年5月，美国金融犯罪执法局对圣基茨和尼维斯发出警告，他们认为圣基茨和尼维斯的投资移民项目被“从事非法金融活动”的人滥用。2014年11月加拿大宣布要求持有圣基茨和尼维斯护照者办理签证。随后圣基茨和尼维斯政府开始召回在2012年1月至2014年7月期间签发的护照，并用新护照取而代之。

## 签证要求
根据2025年1月8日发布的亨利护照指数，圣基茨和尼维斯护照可免签证、落地签证或电子签证入境157个国家和地区，位居世界第24，与圣文森特和格林纳丁斯、乌拉圭护照并列。

圣基茨和尼维斯护照签证要求。
圣基茨和尼维斯
自由移动
免签证
电子签证
落地签证和电子签证
落地签证
需要提前办理签证